# Sigfred af Orlamünde
Siegfried III af Weimar-Orlamünde (født 1155; død 1206) var fra 1172 til 1206 en greve af huset Weimar-Orlamünde.
Siegfried III var en søn af grev Hermann I. Han blev gift med Sophia af Danmark (født 1159, død 1208), et datter af den danske konge Valdemar den Store. De fik to børn:
- Albrecht II.
- Hermann II.

Han betragtes som en tilhænger af Stauferne. Siegfried III opholdt sig en længere tid i Danmark.
1. ↑  Navnet er anført på engelsk og stammer fra Wikidata hvor navnet endnu ikke findes på dansk.